# طیفرت (کابالا)
| سِفیروت (درخت زندگی) در آئین کابالا              | سِفیروت (درخت زندگی) در آئین کابالا | سِفیروت (درخت زندگی) در آئین کابالا |
| ----------------------------------------------- | ---------------------------------- | ---------------------------------- |
| The Sefirot in Jewish Kabbalah                  |                                    |                                    |
| View the image description page for the diagram | کابالا                             | ن ب و                              |

طیفِرِت (به عبری: תפארת) ششمین سفیروت در درخت زندگی کابالا محسوب می‌شود. به‌طور عمومی این سفیروت مبتنی بر معنویت، زیبایی و معجزه است. جایگاه آن در فرزانگی حک شده و می‌گوید
خدا گفت: پس روشنایی بشود، و نور زاده شد